# الیور توئیست (فیلم ۱۹۰۹)
الیور توئیست (انگلیسی: Oliver Twist) یک فیلم صامت به کارگردانی جیمز استوارت بلکتون است که در سال ۱۹۰۹ منتشر شد.
این فیلم، نخستین اقتباس سینمایی از رمانِ مشهور «الیور توئیست» اثر چارلز دیکنز است.

## بازیگران
- ادیث استوری در نقش «اولیور توئیست»
- ویلیام جی هامفری در نقش «فاگین»
- الیتا پراکتر اوتیس در نقش «نانسی»